# آلن کولتر
آلن کولتر (انگلیسی: Allen Coulter) کارگردان و فیلم‌نامه‌نویس اهل ایالات متحده آمریکا است. وی از سال ۱۹۷۸ میلادی تاکنون مشغول فعالیت بوده‌است.